# Den hängande trädgården
Den hängande trädgården är en roman av Ian Rankin, utgiven i Storbritannien år 1998. Engelska originalets titel är The Hanging Garden. Mark Beal översatte romanen till svenska 2000. Romanen är den nionde i serien om kommissarie Rebus.

## Handling
Romanen utspelar sig några månader efter den föregående, Svarta sinnen. En nykter Rebus kämpar med lusten att återgå till sitt regelbundna drickande samtidigt som han utreder två mycket olika fall. Det ena handlar om huruvida en äldre akademiker i trakten var den tyske löjtnant som lät massakrera en fransk by i juni 1944. Det andra fallet handlar om att försöka sätta ditt gangstern Tommy Telford, som försöker utmanövrera Rebus gamla fiende "Big Ger" Cafferty. Mitt i dessa utredningar skadas Rebus dotter svårt i en smitningsolycka och vreden driver Rebus till att sluta ett avtal med den fängslade Cafferty för att försöka få fast den person som, avsiktligt eller ej, skadats hans dotter. I handlingen figurerar även Rebus kolleger Jack Morton och Siobhan Clarke, hans chef Farmer Watson, en bosnisk prostituerad, en tjetjensk människosmugglare och en japansk gangster. Bokens titel och flera vinjetter i kapitlen bygger på citat från The Cures låt med samma namn.